# Chelyoidea aenea
Chelyoidea aenea är en insektsart som beskrevs av Perty. Chelyoidea aenea ingår i släktet Chelyoidea och familjen hornstritar. Inga underarter finns listade i Catalogue of Life.